# Erythromyces
Erythromyces is een monotypisch geslacht van schimmels behorend tot de familie Hymenochaetaceae. Het bevat alleen Erythromyces crocicreas.